# باشگاه فوتبال گرنثم تاون
باشگاه فوتبال گرنثم تاون (به انگلیسی: Grantham Town Football Club) یک باشگاه فوتبال در شهر گرنثم، کشور انگلستان است که در سال ۱۸۷۴ میلادی تأسیس شده‌است.